# Brillant (1774)
Il Brillant era un vascello di linea francese da 64 cannoni appartenente alla classe Solitaire, in servizio tra il 1774 e il 1797.

## Storia
La costruzione del vascello da 64 cannoni Brillant, appartenente alla Classe Solitaire fu iniziata presso l'arsenale di Brest nel novembre 1772, sotto la supervisione del costruttore navale Antoine Groignard, e la nave venne varata nel settembre 1774, entrando in servizio nel dicembre stesso anno. Il Brillant servì nella squadra navale del viceammiraglio Pierre André de Suffren de Saint Tropez durante la campagna nell'Oceano Indiano partecipando alla battaglia di Cuddalore. Fu l'unità principale della forza francese che scacciò la squadra del commodoro Edward Vernon durante l'assedio di Pondicherry il 10 agosto 1779, e si distinse nella battaglia di Sadras. Fu presente alle battaglia di Negapatam sotto il comando del capitano Armand de Saint-Félix.
Nel luglio 1782, in seguito alla battaglia di Negapatam, Suffren trasferì Saint-Félix sullo Artésien e lo sostituì con Jean André de Pas de Beaulieu, della fregata Bellone. La fregata Pourvoyeuse dovette cedere il suo albero maestro per sostituire quello del Brillant, ricevendo lei stessa quello della nave mercantile Fortitude.
Nel rimpasto dei capitani di Suffren del mese di luglio, suo nipote Pierrevert aveva ricevuto il comando della Bellone, ma poco dopo Pierrevert fu ucciso nell'azione del 12 agosto 1782. Di conseguenza, Suffren restituì Beaulieu alla Bellone e lo sostituì sul Brillant con il tenente Jean Marie Kersauson de Goasmelquin.
Il Brillant combatté a Trincomalee tra il 25 agosto e il 3 settembre 1782 sotto il comando del tenente de Kersauson. Nella notte del 12 gennaio 1783, inseguendo la fregata Fine che aveva scambiato per un corsaro, la fregata britannica Coventry salpò verso la rada di Ganjam, dove si trovavano all'ancora le navi di Suffren Héros, Illustre, Ajax e Brillant. Il capitano Wolseley della Coventry, non aveva informazioni che le navi francesi fossero nella zona e così lasciò che la corrente lo portasse verso le navi nemiche, essendo il vento debole. Quando arrivò la Coventry, Suffren, sulla Héros, stava inviando una barca verso la Illustre, ma il capitano della barca era ubriaco e invece salì per errore a bordo della Coventry. L'equipaggio della barca fu prontamente preso prigioniero e portato sul ponte di coperta. In quel momento, la divisione francese notò la Coventry e Illustre, Ajax e Brillant aprirono il fuoco. Interrogando i suoi prigionieri, Wolseley apprese che le navi che gli sparavano facevano parte dello squadra di Suffren, a quel punto i suoi uomini si precipitarono sottocoperta. Solo sul suo cassero, Wolseley non ebbe altra scelta che arrendersi. Il Brillant prese parte alla battaglia di Cuddalore il 20 giugno 1783.
Dopo il suo ritorno in Francia il Brillant fu utilizzato come nave prigione a Cherbourg dal 1787. Radiato nel 1795, fu demolito nel 1797.

### Esplicative
1. ↑  Il capitano dello Artésien, François Joseph Hippolyte Bidé de Maurville, era caduto in disgrazia presso Suffren dopo la battaglia di Negapatam.

### Bibliografiche
1. ↑  Three Decks.
2. 1 2 3 4 5  Roche 2005, p. 86.
3. ↑  Cunat 1852, p. 169.
4. ↑  Cunat 1852, p. 180.
5. ↑  Troude 1867, p. 188.
6. ↑  Cunat 1852, p. 201.
7. ↑  Cunat 1852, p. 217.
8. 1 2  Lacour-Gayet 1910, p. 539.
9. 1 2  Hepper 1994, p. 71.
10. ↑  Cunat 1852, pp. 301-302.